# Habitatge al carrer de la Font, 32 (Tàrrega)
L'Habitatge al carrer de la Font, 32 és una obra de Tàrrega (Urgell) inclosa a l'Inventari del Patrimoni Arquitectònic de Catalunya.

## Descripció
És un edifici de dimensions reduïdes, se'l considera d'estil popular. Té la planta quadrangular i els seus murs estan fets a base de carreus de pedra tallada els quals es disposen en filades irregulars units amb morter. La seva coberta està inclinada -molt acusadament- i feta amb teula àrab.
Aquesta façana ens remarca que l'habitatge està estructurat en dues plantes diferenciades: la planta baixa i un primer pis. A la baixa, hi observem dues obertures, una en forma de portalada, situada a l'extrem dret de l'edifici i una segona en forma de finestreta. La primera, és una porta amb llinda emmarcada amb pedra i la finestra, de petites dimensions, és de forma quadrada. Aquesta darrera destaca pel seu sumptuós emmarcament de pedra, el qual és motllurat. Està tancada amb barrots de forja reixats.
La primera planta té dues obertures més, una finestra i un nínxol. En el cas de la finestra, adopta una forma rectangular, amb llinda i dotada d'una petita cornisa a la part inferior. En el cas del nínxol, element anecdòtic en aquest edifici, podem observar que és també amb llinda, però a l'interior s'hi crea una petita capella. Aquesta és en forma d'arc de mig punt creant al seu interior una petita ubicació semicircular amb coberta en forma de venera.
A la façana que dona al carrer de Migdia, també s'hi obren dues finestres de diferents mides i rectangulars.